# Trend jagthytte
|  | Sammenskrivningsforslag Artiklen Trend jagthytte er foreslået føjet ind i Jagtgården i Trend. (Siden oktober 2023) Diskutér forslaget Kort begrundelse: Samme bygning |

Trend jagthytte er en ejendom opført 1938-39 med et tilhørende skovareal på ca. 800 tdr. land, som i 1937 skænkedes som folkegave til kronprins Frederik og kronprinsesse Ingrid. Ejendommen ligger ugeneret i Trend skov nordvest for Farsø i Himmerland og har lige siden ofte været brugt af kongefamilien.
Dronning Margrethe overtog i 1999 stedet efter sin mor, og i efteråret 2002 blev offentligheden for første gang inviteret på besøg på dele af ejendommen. Stedets drift blev finansieret ved skovbrug, som dog efterhånden blev urentabelt, og nedlagt i 2004.